# Yoeri Havik
Yoeri Havik (Zaandam, 19 febbraio 1991) è un pistard e ciclista su strada olandese che corre per il team BEAT Cycling. Nel 2022 ha vinto il titolo mondiale di corsa a punti su pista e nel 2023 quello nell'americana.

## Palmarès

### Pista
- 2008

Campionati olandesi, Corsa a punti Junior
Campionati olandesi, Americana Junior (con Barry Markus)
- 2011

Sei giorni di Tilburg (con Nick Stöpler)
- 2013

Campionati olandesi, Scratch
Campionati olandesi, Derny
- 2014

Sei giorni di Amsterdam (con Niki Terpstra)
Campionati olandesi, Americana (con Dylan van Baarle)
Campionati olandesi, Derny
- 2015

Campionati olandesi, Americana (con Dylan van Baarle)
- 2017

Sei giorni di Berlino (con Wim Stroetinga)
Campionati olandesi, Corsa a punti
Campionati olandesi, Americana (con Wim Stroetinga)
- 2018

Sei giorni di Berlino (con Wim Stroetinga)
Sei giorni di Londra (con Wim Stroetinga)
Campionati olandesi, Americana (con Wim Stroetinga)
Campionati olandesi, Corsa a punti
- 2019

Campionati olandesi, Americana (con Wim Stroetinga)
- 2020

Sei giorni di Rotterdam (con Wim Stroetinga)
6ª prova Coppa del mondo, Americana (Milton, con Jan-Willem van Schip)
Piceno Sprint Cup, Corsa a punti
- 2021

Belgian Track Meeting, Americana (con Jan-Willem van Schip)
Campionati europei, Americana (con Jan-Willem van Schip)
Quattro giorni di Ginevra, Scratch
Campionati olandesi, Scratch
Campionati olandesi, Corsa a punti
Campionati olandesi, Americana (con Cees Bol)
Campionati olandesi, Corsa a eliminazione
- 2022

Life's an Omnium, Corsa a punti
Grand Prix d'Aigle, Omnium
D6 Cycling Night, Scratch
D6 Cycling Night, Corsa a punti
D6 Cycling Night, Americana (con Vincent Hoppezak)
Belgian Track Meeting, Americana (con Jan-Willem van Schip)
2ª prova Coppa delle Nazioni, Americana (Milton, con Jan-Willem van Schip)
Tre sere di Pordenone, Omnium
Campionati del mondo, Corsa a punti
- 2023

Campionati del mondo, Americana, con Jan-Willem van Schip)

### Strada
- 2008 (Juniores)

Omloop der Vlaamse Gewesten
- 2012 (Cyclingteam de Rijke, una vittoria)

4ª tappa Tour de Normandie (Aubevoye > Elbeuf)
- 2013 (Cyclingteam De Rijke, due vittorie)

ZLM Tour
Himmerland Rundt
- 2014 (Cyclingteam De Rijke, una vittoria)

Antwerpse Havenpijl
- 2023 (BEAT Cycling, una vittoria)

1ª tappa Tour de la Mirabelle (Verdun > Pont-à-Mousson)

#### Altri successi
- 2008 (Juniores)

Criterium Heerhugowaard
- 2015 (SEG Racing Academy)

Amersfoort Groeistad Klassieker
- 2018 (Vlasman Cycling Team)

Criterium Assendelft

## Piazzamenti

### Competizioni mondiali
- Campionati del mondo su pista

Città del Capo 2008 - Inseguimento a squadre Junior: 8º
Città del Capo 2008 - Corsa a punti Junior: 13º
Città del Capo 2008 - Omnium Junior: 6º
Hong Kong 2017 - Americana: 8º
Berlino 2020 - Americana: 4º
St. Quentin-en-Yvelines 2022 - Corsa a punti: vincitore
St. Quentin-en-Yvelines 2022 - Americana: 5º
Glasgow 2023 - Americana: vincitore
- Giochi olimpici

Tokyo 2020 - Americana: 5º
Tokyo 2020 - In linea: ritirato

### Competizioni europee
- Campionati europei su pista

Anadia 2011 - Americana Under-23: 3º
Apeldoorn 2013 - Americana: 14º
Berlino 2017 - Americana: 10º
Glasgow 2018 - Corsa a punti: 14º
Apeldoorn 2019 - Americana: 2º
Grenchen 2021 - Americana: vincitore
Monaco di Baviera 2022 - Americana: 7º
Monaco di Baviera 2022 - Corsa a eliminazione: 4º
- Campionati europei su strada

Goes 2012 - In linea Under-23: ritirato
- Giochi europei

Minsk 2019 - Americana: 2º